# Dombeya seyrigiana
Dombeya seyrigiana är en malvaväxtart som beskrevs av Arenes. Dombeya seyrigiana ingår i släktet Dombeya och familjen malvaväxter. Inga underarter finns listade i Catalogue of Life.